# Seznam premiérů Estonska
Toto je seznam premiérů Estonska od roku 1991. 
|      | Portrét | Jméno                   | Funkční období                       | Strana                     |
| 1.   |         | Edgar Savisaar (* 1950) | 20. srpna 1991 – 29. ledna 1992      | Eestimaa Rahvarinne        |
| 2.   |         | Tiit Vähi (* 1947)      | 29. ledna 1992 – 21. října 1992      | bez stranické příslušnosti |
| 3.   |         | Mart Laar (* 1960)      | 21. října 1992 – 8. listopadu 1994   | Isamaaliit                 |
| 4.   |         | Andres Tarand (* 1940)  | 8. listopadu 1994 – 17. dubna 1995   | bez stranické příslušnosti |
| (2.) |         | Tiit Vähi (* 1947)      | 17. května 1995 – 17. března 1997    | Eesti Koonderakond         |
| 5.   |         | Mart Siimann (* 1946)   | 17. března 1997 – 25. března 1999    | Eesti Koonderakond         |
| (3.) |         | Mart Laar (* 1960)      | 25. března 1999 – 28. ledna 2002     | Isamaaliit                 |
| 6.   |         | Siim Kallas (* 1948)    | 28. ledna 2002 – 10. dubna 2003      | Eesti Reformierakond       |
| 7.   |         | Juhan Parts (* 1966)    | 10. dubna 2003 – 13. dubna 2005      | Res Publica                |
| 8.   |         | Andrus Ansip (* 1956)   | 13. dubna 2005 – 26. března 2014     | Eesti Reformierakond       |
| 9.   |         | Taavi Rõivas (* 1979)   | 26. března 2014 – 23. listopadu 2016 | Eesti Reformierakond       |
| 10.  |         | Jüri Ratas (* 1978)     | 23. listopadu 2016 – 26. ledna 2021  | Eesti Keskerakon           |
| 11.  |         | Kaja Kallasová (* 1977) | 26. ledna 2021 – 22. července 2024   | Eesti Reformierakond       |
| 12.  |         | Kristen Michal (* 1975) | od 22. července 2024                 | Eesti Reformierakond       |